# Phradis brevis
Phradis brevis là một loài tò vò trong họ Ichneumonidae.